# Valga (Spagna)
Valga è un comune spagnolo di 6 160 abitanti situato nella comunità autonoma della Galizia.